# جون كورزاين
جون كورزاين (بالإنجليزية: Jon Corzine)‏ سياسي أمريكي. ولد في الأول من شهر كانون الثاني / يناير من سنة 1947 في ولاية الينوي الأمريكية وهو حاكم ولاية نيو جيرسي الأمريكية وهو عضو في الحزب الديمقراطي الأمريكي شغل جون كورزاين منصب حاكم على ولاية نيو جرسي في 17 كانون الثاني/ يناير سنة 2006 وأستمر كورزاين في منصبه كحاكم للولاية إلى 19 كانون الثاني/ يناير من سنة 2010. جون كورزاين متزوج ولديه ثلاثة أولاد وتجدر الإشارة إلى أن كورزاين كان المدير التنفيذي لشركة جولدمان ساكس ما بين عامي 1994-1999.

## تعليمه ومسيرته المهنية المبكرة في إدارة الأعمال
وُلد جون في تلورفيل، إلينوي، وهو نجل نانسي جون (المولودة باسم هيدريك) وروي ألين كورزاين جونيور. خدم جده روي ألين كورزاين الأب في جمعية إلينوي العامة. وهو من أصل إيطالي من جانب عائلة الأب. نشأ في مزرعة عائلية صغيرة بجانب محطة ويلي، إلينوي بالقرب من مدينة تلورفيل. بعد انتهاء دراسته في المدرسة الثانوية في تيلورفيل، حيث كان لاعب ظهير رباعي في فريق كرة القدم الأمريكية وكابتن لفريق كرة السلة، التحق بجامعة إلينوي في إربانا-شامبين، حيث كان عضوًا في المنظمة الأخوية المسماة فاي دلتا ثيتا، وتخرج في عام 1969، وتكرم من جمعية فاي بيتا كابا. التحق أثناء وجوده في الكلية بقوات مشاة البحرية الأمريكية وخدم من عام 1969 حتى عام 1975، مُتحصلًا على رتبة رقيب. التحق في عام 1970 بكلية بوث للأعمال بجامعة شيكاغو، حيث حصل على درجة الماجستير في إدارة الأعمال في عام 1973.
كانت تجربته الأولى في مجال الأعمال في قسم إدارة السندات في بنك كونتيننتال إلينوي الوطني، حيث عمل عدة أيام في الأسبوع أثناء دراسته في كلية بوث للأعمال للتحصل على شهادة الماجستير في إدارة الأعمال. ثم انتقل إلى مصرف بانك أوهايو الوطني (BancOhio National Bank)، وهو بنك إقليمي في كولومبوس بولاية أوهايو، والذي استحوذ عليه بنك سيتي الوطني في عام 1984. عمل جون في بنك بانكأوهايو الوطني حتى عام 1975، إذ نقل عائلته بعد ذلك إلى نيو جيرسي وتُعاقد معه ليكون تاجر سندات لشركة غولدمان ساكس.

## شركة غولدمان ساكس
انضم جون في عام 1976 إلى شركة غولدمان ساكس كتاجر سندات، ثم أصبح مديرًا مشاركًا لقسم الدخل الثابت والعملات والسلع. أصبح شريكًا رسميًا في عام 1980 وعضوًا للجنة الإدارة في عام 1984. شغل منصب المدير المالي لشركة غولدمان ساكس (1991-1994) ومنصب الشريك الرئيسي (1994-1999). أشرف جون خلال فترة قيادته، على توسع الشركة في آسيا وكان له دور فعال في قيادة انتقال الشركة من شراكة خاصة إلى شركة عامة.
كما ترأس جون الموازنة الرأسمالية لبيل كلينتون وعمل رئيسًا لوزارة الخارجية الأمريكية في لجنة الاقتراض التابعة لوزارة الخزانة الأمريكية. بصفته الشريك الرئيسي لغولدمان ساكس، ساعد جون في تطوير خطة للقطاع الخاص لإنقاذ صندوق التحوط لإدارة رأس المال طويل الأجل عندما هدد انهيار صندوق الرفع المالي في خريف عام 1998 انهيار بقية النظام المالي الأمريكي. وفقًا ليو إس نيوز آند وورد ريبورت، فلم ينسجم جون مع الرئيس التنفيذي المشارك هنري بولسون، الذي انضم من الفرع الرئيسي الآخر للبنك، الخدمات المصرفية الاستثمارية. سيطر بولسون على الشركة عند انشغال جون بالمشاركة في هيكلة خطة الإنقاذ. كرئيس مشارك للشركة، أشرف على توسعها في آسيا. عندما أعلنت شركة غولدمان ساكس رحيل جون، حقق هذا الأخير 400 مليون دولار.
شارك جون في اجتماعات مجموعة بيلدربيرغ، وهي شبكة من القادة في مجالات السياسة والأعمال والمصارف (1995-1997، 1999، 2003 و 2004). وهو عضو سابق في اللجنة التوجيهية للمجموعة.
كما أنه عضو في مجموعة كابا بيتا فاي.

## مجلس الشيوخ الأمريكي

### انتخابات سنة 2000
بعد طرده من غولدمان ساكس في يناير 1999، قام جون بحملة للحصول على مقعد في مجلس الشيوخ في ولاية نيو جيرسي بعد إعلان فرانك لوتنبرغ تقاعده. على الرغم من تخلفه في البداية عن خصمه في الانتخابات التمهيدية الديمقراطية بفارق 30 نقطة مئوية، فاز جون وترشح بـ 16 نقطة. ونسب في وقت لاحق مسيرته السياسية الناجحة إلى المستشار السياسي بوب شورم الذي أقنعه بالترشح ليس كـ «مصرفي استثماري مخضرم وخالق لفرص العمل» ولكن كـ «تقدمي ليبرالي». فاز جون في الانتخابات العامة نوفمبر لعام 2000، بفارق ثلاث نقاط فقط على خصمه الجمهوري، عضو مجلس النواب الأمريكي لأربع فترات، بوب فرانكس. أدى اليمين الدستوري في مجلس الشيوخ في يناير 2001.
لقد أنفق أكثر من 62 مليون دولارًا من أمواله الخاصة على حملته، وتُعتبر أغلى حملة لمجلس الشيوخ في تاريخ الولايات المتحدة. - أنفق أكثر من 33 مليون دولارًا من هذا المبلغ على الانتخابات الأولية وحدها، التي هزم فيها الحاكم السابق جيمس فلوريو 58-42 %. كان فرانكس الخيار الأخير والسريع نظرًا لتوقع ترشح حاكمة ولاية نيو جيرسي كريستين تود ويتمان لمجلس الشيوخ. تجاوز الرقم القياسي البالغ 62 مليون دولار المبلغ الذي أنفقه ميخائيل هافينغتون، البالغ 28 مليون دولار تقريبًا، في سباق غير ناجح للترشح لمجلس الشيوخ في عام 1994.
رفض جون الإفصاح عن سجلات ضريبة الدخل الخاصة به خلال الحملة. وادعى وجود مصلحة في القيام بذلك، لكنه استشهد بعد ذلك باتفاقية الإفصاح السري مع شركة غولدمان ساكس. جادل المشككون في أنه كان يجب على جون أن يحذو حذو من سبقه في هذا المنصب، روبرت روبين، الذي حول حصته في الأسهم إلى دين عند مغادرة غولدمان.
قام جون بحملة لبرامج حكومة الولاية بما في ذلك الرعاية الصحية الشاملة والتسجيل الشامل للسلاح وإلزامية التوجيه العام قبل المدرسي، والمزيد من تمويل دافعي الضرائب للتعليم الجامعي. سعى لتطبيق التمييز الإيجابي وتشريع زواج المثليين. رأى ديفيد بروكس أن جون كان ليبراليًا لدرجة أن انتخابه، على الرغم من حقيقة أن من سبقه في هذا المنصب كان ديمقراطيًا أيضًا، ساعد في دفع مجلس الشيوخ إلى اليسار.
خلال حملته للترشح لمجلس الشيوخ في الولايات المتحدة، أدلى جون ببعض التصريحات المثيرة للجدل. عندما قُدم لرجل يحمل اسمًا إيطاليًا قال إنه كان يعمل في مجال البناء، قال جون: «أوه، أنت تصنع أحذية الأسمنت!» بحسب إيمانويل ألفانو، رئيس لجنة الصوت الأمريكي الإيطالي الواحد. أفاد ألفانو أنه عند تقديمه لمحامٍ يدعى ديفيد شتاين، قال جون: «إنه ليس إيطاليًا، أليس كذلك؟ أوه، أعتقد أن محاميك اليهودي موجود هنا لإخراجك من السجن». نفى جون مبدأ ذكر الدين، لكنه لم ينكر المزحة حول الإيطاليين، مشيرًا إلى أن بعض أسلافه كانوا على الأرجح إيطاليين، أو ربما فرنسيين.